# I dannati della terra (film)
I dannati della terra è un film del 1969 diretto da Valentino Orsini.

## Trama
Abramo Malonga è un giovane regista africano che, dopo la sua morte, lascia in eredità il suo unico film non finito al regista cinematografico italiano Franco Morelli. Quest'ultimo si fa aiutare dalla vedova di Malonga per portare a termine il suo film.